# برایان کینی
برایان ا. کینی شخصیتی خیالی در مجموعهٔ تلویزیونی به عجیبی مردم است که به زندگی تعدادی مرد و زن همجنسگرا در پیتسبورگ می‌پردازد که در ۵ فصل و مجموعاً ۸۳ اپیزود از سال ۲۰۰۰ تا ۲۰۰۵ پخش شد و طرفداران بسیاری در سراسر دنیا پیدا کرد.
برایان یکی از شخصیت‌های محوری سریال است که به دلیل جذابیت بالا و خودشیفتگی روابط جنسی متعددی دارد.